# Hoplitophryidae
Famille
Synonymes
- Hoplitophryinae
- Jirovecellinae
- Juxtaradiophryinae
- Mesnilellidae
- Mesnilellinae
- Mixtophryinae[1]

Les Hoplitophryidae sont une famille de Ciliés de la classe des Oligohymenophorea et de l’ordre des Astomatida.

## Étymologie
Le nom de la famille vient du genre type Hoplitophrya, dérivé du grec ὅπλον / óplon, « arme, armé », et de οφρύς / ophrýs, « sourcil ⇒ cil ⇒ cilié », littéralement « cilié armé », en référence à la structure de ce cilié qui comporte un « ectoplasme épaissi… reposant sur un cytosquelette ».

## Description
Les Hoplitophryidae ont une taille petite à moyenne. Leur forme est allongée, cylindrique, effilée vers l'arrière. Ils vivent en natation libre. Leur ciliation somatique est holotriche (c'est-à-dire uniforme), modérée à légère. Leur ectoplasme est épaissi à l'extrémité apicale, reposant sur un cytosquelette fibreux associé à une structure d'attache en forme de « V », qui peut être réduite ou absente. Leur division se fait de façon anisotomique, souvent avec caténulation (c'est-à-dire en formant de petites chaînes). Leur macronoyau est allongé, en forme de ruban. Un micronoyau est présent. Leurs vacuoles contractiles sont généralement disposées sur une seule rangée.

## Habitat
Les Hoplitophryidae vivent dans des habitats d'eau douce et terrestres, dans le tube digestif de vers annélides oligochètes.

## Liste des genres
Selon GBIF (29 août 2023) :
- Buetschliellopsis Puytorac, 1954
- Delphyella de Puytorac, 1969
- Desmophrya Raabe, 1933
- Hoplitophrya Stein, 1860 genre type
  - genres synonymes : Opalina Purkinje & Valentin, 1835 (pour partie) ; Protoradiophrya Rossolimo & Perzewa
  - Espèce type : Hoplitophrya secans (Stein, 1859) Stein, 1860
- Juxtamesnilella de Puytorac, 1969
- Juxtaradiophrya Puytorac, 1954
- Mimophrya de Puytorac, 1969
- Paracoelophrya de Puytorac, 1969
- Radiophryoides Lom, 1956

Selon Lynn (2010) et The Taxonomicon (29 août 2023):
- Akidodes Lom in Aescht, 2001
- Anglasia Delphy, 1936
- Buetschliellopsis de Puytorac, 1954
- Delphyella de Puytorac, 1969
- Hoplitophrya Stein, 1860
- Jirovecella Lom, 1957
- Juxtamesnilella de Puytorac, 1969
- Juxtaradiophrya de Puytorac, 1954
- Mesnilella Cépède, 1910 : genre type de l'hypothétique famille des Mesnilellidae
  - Espèce type : Mesnilella clavata (Leidy, 1855) Cépède, 1910
  - Espèce synonyme : Leucophrys clavata Leidy, 1855
- Mixtophrya de Puytorac, 1969
- Protoradiophryopsis Georgévitch, 1950
- Radiophryoides Lom, 1956

## Systématique
La famille des Hoplitophryidae est attribuée en 1930 au protozoologiste soviétique Evgeniy Mineevich Cheissin (d) (1907-1968).